# Andrés Eduardo Sánchez Rodríguez
Andrés Eduardo Sánchez Rodríguez (Ciudad Juárez, 3 ottobre 1997) è un calciatore messicano, portiere dell'Atlético San Luis.

## Carriera
È cresciuto nel settore giovanile del Pachuca. Nel 2018 è stato acquistato dagli spagnoli del Salamanca UDS ed il 6 dicembre 2019 ha debuttato in prima squadra nell'incontro di Segunda División B perso 3-1 contro il Leonesa. Nel 2020 è tornato in Messico dove ha trascorso una stagione da titolare al Tepatitlán in Liga de Expansión MX (la seconda divisione messicana).
Nell'estate del 2021 è stato acquistato a titolo definitivo dall'Atlético San Luis, con cui ha esordito nella prima divisione messicana.

## Statistiche

### Presenze e reti nei club
Statistiche aggiornate al 4 marzo 2025.
| Stagione        | Squadra           | Campionato      | Campionato | Campionato | Coppe nazionali | Coppe nazionali | Coppe nazionali | Coppe continentali | Coppe continentali | Coppe continentali | Altre coppe | Altre coppe | Altre coppe | Totale | Totale | Totale |
| Stagione        | Squadra           | Comp            | Pres       | Reti       | Comp            | Pres            | Reti            | Comp               | Pres               | Reti               | Comp        | Pres        | Reti        | Pres   | Reti   |        |
| --------------- | ----------------- | --------------- | ---------- | ---------- | --------------- | --------------- | --------------- | ------------------ | ------------------ | ------------------ | ----------- | ----------- | ----------- | ------ | ------ | ------ |
| 2019-2020       | Salamanca UDS B   | TD              | -4         | -4         | -               | -               | -               | -                  | -                  | -                  | -           | -           | -           | -4     | -4     |        |
| 2019-2020       | Salamanca UDS     | SDB             | 3          | -4         | CR              | 0               | 0               | -                  | -                  | -                  | -           | -           | -           | 3      | -4     |        |
| 2020-2021       | Tepatitlán        | EMX             | 34         | -36        | -               | -               | -               | -                  | -                  | -                  | -           | -           | -           | 34     | -36    |        |
| 2021-2022       | Atlético San Luis | LMX             | 4          | -4         | -               | -               | -               | -                  | -                  | -                  | -           | -           | -           | 5      | -4     |        |
| 2022-2023       | Atlético San Luis | LMX             | 4          | -8         | -               | -               | -               | -                  | -                  | -                  | -           | -           | -           | 5      | -8     |        |
| 2023-2024       | Atlético San Luis | LMX             | 29         | -53        | -               | -               | -               | -                  | -                  | -                  | LC          | 1           | -5          | 30     | -58    |        |
| 2024-2025       | Atlético San Luis | LMX             | 29         | -44        | -               | -               | -               | -                  | -                  | -                  | LC          | 2           | -4          | 31     | -48    |        |
| Totale carriera | Totale carriera   | Totale carriera | 107        | -153       |                 | 0               | 0               |                    | -                  | -                  |             | 3           | -9          | 110    | -162   |        |